# Jewgeni Alexandrowitsch Gnedin
Jewgeni Alexandrowitsch Gnedin (russisch Евгений Александрович Гнедин; * 29. November 1898 in Dresden; † 14. August 1983 in Moskau) war ein sowjetischer Journalist und Diplomat.

## Leben
Gnedin war ein Sohn des russischen Revolutionärs Alexander Parvus (eigentlich Israil Lasarewitsch Helphand). Ab den 1920er-Jahren hatte er verschiedene diplomatische Posten inne. 1935 wurde er zum Ersten Sekretär an der sowjetischen Botschaft in Berlin bestellt. Später leitete er in Moskau die Presseabteilung des Außenministeriums. Im Jahr 1939 wurde er verhaftet und gefoltert, 1941 zu zehn Jahren Lagerhaft im Gulag verurteilt. Nach Stalins Tod wurde Gnedin rehabilitiert und wieder in die KPdSU aufgenommen. 1979 trat er aus der Partei aus, 1983 starb er in Moskau.
Gnedins Frau Nadeschda Markowna Gnedina (1905–1991) war eine Schriftstellerin und Übersetzerin. Seine Tochter Tatiana Jewgenjewna Gnedina (* 1924) ist Physikerin und Science-Fiction-Autorin.